# Campeonato Paraguayo de Fútbol 2003
El Campeonato Paraguayo de Fútbol 2003 de la Primera División de Paraguay se disputó del 14 de febrero al 26 de octubre, con la participación de diez clubes. Este estuvo compuesto por tres etapas: el Torneo Apertura, que lo ganó Libertad; el Torneo Clausura, que se lo adjudicó también Libertad, luego de ganar un partido de desempate con Olimpia por tiros desde el punto penal, consagrándose automáticamente como Campeón Absoluto de la Temporada 2003 el Club Libertad, por décima vez en su historia.

## Torneo Apertura 2003
Se inició el 14 de febrero y culminó el 25 de mayo. 

### Primera fase
Inició el 14 de febrero y culminó el 20 de abril. El formato de disputa fue el de todos contra todos, con 9 fechas en juego. Los 6 mejores clasificados al final de la primera fase pasan a la siguiente.

#### Clasificación
| Pos. | Equipos          | PJ | PG | PE | PP | GF | GC | Dif. | Pts. |
| ---- | ---------------- | -- | -- | -- | -- | -- | -- | ---- | ---- |
| 1.   | Libertad         | 9  | 6  | 3  | 0  | 13 | 3  | 10   | 21   |
| 2.   | Cerro Porteño    | 9  | 5  | 3  | 1  | 20 | 8  | 12   | 18   |
| 3.   | Olimpia          | 9  | 4  | 4  | 1  | 16 | 11 | 5    | 16   |
| 4.   | Sol de América   | 9  | 3  | 4  | 2  | 12 | 7  | 5    | 13   |
| 5.   | Tacuary          | 9  | 4  | 1  | 4  | 15 | 16 | -1   | 13   |
| 6.   | Guaraní          | 9  | 3  | 3  | 3  | 18 | 20 | -2   | 12   |
| 7.   | Sportivo Luqueño | 9  | 3  | 2  | 4  | 14 | 12 | 2    | 11   |
| 8.   | Sport Colombia   | 9  | 2  | 2  | 5  | 14 | 20 | -6   | 8    |
| 9.   | 12 de Octubre    | 9  | 1  | 4  | 4  | 8  | 18 | -10  | 7    |
| 10.  | San Lorenzo      | 9  | 1  | 0  | 8  | 10 | 25 | -15  | 3    |

 Pos=Posición; PJ=Partidos jugados; PG=Partidos ganados; PE=Partidos empatados; PP=Partidos perdidos; GF=Goles a favor; GC=Goles en contra; Dif=Diferencia de gol; Pts=Puntos
|  |                                                 |
|  | Clasificado a la Fase Final del Torneo Apertura |

### Fase final

#### Semifinales
Los 6 equipos mejores ubicados en la tabla clasificaron a las semifinales. Fueron divididos en 2 grupos. Libertad y Cerro obtuvieron 2 puntos de inicio al finalizar en primer y segundo lugar respectivamente. Los equipos competían entre sí una sola vez en el grupo. El que obtuviera mayor puntaje en su grupo, pasaría a la final.

##### Grupo 1
| Pos. | Equipos  | PJ | PG | PE | PP | GF | GC | Dif. | Pts. |
| ---- | -------- | -- | -- | -- | -- | -- | -- | ---- | ---- |
| 1.   | Libertad | 2  | 1  | 1  | 0  | 2  | 0  | 2    | 6    |
| 2.   | Tacuary  | 2  | 1  | 1  | 0  | 2  | 0  | 2    | 4    |
| 3.   | Olimpia  | 2  | 0  | 0  | 2  | 0  | 4  | -4   | 0    |

 Pos=Posición; PJ=Partidos jugados; PG=Partidos ganados; PE=Partidos empatados; PP=Partidos perdidos; GF=Goles a favor; GC=Goles en contra; Dif=Diferencia de gol; Pts=Puntos
| Fecha       |          | Partido |         |
| ----------- | -------- | ------- | ------- |
| 26 de abril | Tacuary  | 2:0     | Olimpia |
| 4 de mayo   | Libertad | 0:0     | Tacuary |
| 11 de mayo  | Libertad | 2:0     | Olimpia |

##### Grupo 2
| Pos. | Equipos        | PJ | PG | PE | PP | GF | GC | Dif. | Pts. |
| ---- | -------------- | -- | -- | -- | -- | -- | -- | ---- | ---- |
| 1.   | Guaraní        | 2  | 2  | 0  | 0  | 3  | 1  | 2    | 6    |
| 2.   | Sol de América | 2  | 1  | 0  | 1  | 4  | 3  | 1    | 3    |
| 3.   | Cerro Porteño  | 2  | 0  | 0  | 2  | 3  | 6  | -3   | 2    |

 Pos=Posición; PJ=Partidos jugados; PG=Partidos ganados; PE=Partidos empatados; PP=Partidos perdidos; GF=Goles a favor; GC=Goles en contra; Dif=Diferencia de gol; Pts=Puntos
| Fecha       |               | Partido |                |
| ----------- | ------------- | ------- | -------------- |
| 26 de abril | Guaraní       | 1:0     | Sol de América |
| 1 de mayo   | Guaraní       | 2:1     | Cerro Porteño  |
| 11 de mayo  | Cerro Porteño | 2:4     | Sol de América |

#### Final
Libertad y Guaraní, ganadores de sus respectivos grupos, disputaron una final, en formato ida y vuelta. El ganador se coronaba como el campeón del Torneo Apertura 2003.
| 18 de mayo de 2003, 18:10 | Guaraní | 0:0 | Libertad | Estadio Defensores del Chaco, Asunción, Paraguay                    |  |
|                           |         |     |          | Asistencia: 5.242 espectadores Árbitro(s): Carlos Torres (Paraguay) |  |

| 25 de mayo de 2003, 18:15 | Libertad             | 1:0 (0:0) | Guaraní | Estadio Defensores del Chaco, Asunción, Paraguay                              |                                                                               |
|                           | Gustavo Morínigo 67' |           |         | Asistencia: Aprox. 18.000 espectadores Árbitro(s): Carlos Amarilla (Paraguay) | Asistencia: Aprox. 18.000 espectadores Árbitro(s): Carlos Amarilla (Paraguay) |

## Torneo Clausura 2003
Se inició el 15 de junio y culminó el 30 de octubre. El formato de disputa fue el de todos contra todos, con 18 fechas en juego.

### Clasificación
| Pos. | Equipos          | PJ | PG | PE | PP | GF | GC | Dif. | Pts. |
| ---- | ---------------- | -- | -- | -- | -- | -- | -- | ---- | ---- |
| 1.   | Libertad         | 18 | 9  | 6  | 3  | 32 | 20 | 12   | 33   |
| 2.   | Olimpia          | 18 | 9  | 6  | 3  | 30 | 18 | 12   | 33   |
| 3.   | Cerro Porteño    | 18 | 9  | 5  | 4  | 24 | 15 | 9    | 32   |
| 4.   | Guaraní          | 18 | 7  | 6  | 5  | 24 | 17 | 7    | 27   |
| 5.   | Sportivo Luqueño | 18 | 7  | 6  | 5  | 21 | 20 | 1    | 27   |
| 6.   | Sol de América   | 18 | 4  | 7  | 7  | 17 | 16 | 1    | 19   |
| 7.   | 12 de Octubre    | 18 | 4  | 7  | 7  | 7  | 14 | -7   | 19   |
| 8.   | San Lorenzo      | 18 | 4  | 6  | 8  | 18 | 32 | -14  | 18   |
| 9.   | Tacuary          | 18 | 4  | 5  | 9  | 20 | 29 | -9   | 17   |
| 10.  | Sport Colombia   | 18 | 4  | 4  | 10 | 22 | 34 | -12  | 16   |

 Pos=Posición; PJ=Partidos jugados; PG=Partidos ganados; PE=Partidos empatados; PP=Partidos perdidos; GF=Goles a favor; GC=Goles en contra; Dif=Diferencia de gol; Pts=Puntos
1. 1 2  Como Olimpia y Libertad empataron en el primer lugar al final de la competencia, se tuvo que recurrir a un partido de desempate.

| 30 de octubre de 2003 | Olimpia                                                  | 0:0 (5:6 p.)               | Libertad                                                  | Estadio Defensores del Chaco, Asunción, Paraguay                         |  |
|                       |                                                          |                            |                                                           | Asistencia: 16.954 espectadores Árbitro(s): Nelson Valenzuela (Paraguay) |  |
|                       |                                                          | Tiros desde el punto penal |                                                           |                                                                          |  |
|                       | - Enciso - Órteman - López - Benítez - Corbo - Alvarenga |                            | - Morínigo - Bonet - Candia - Martínez - Cohener - Robles |                                                                          |  |

### Pre-Libertadores 2004
Guaraní y Olimpia terminaron en segundo lugar en el Torneo Apertura y Clausura respectivamente, por lo que tuvieron que jugar un partido para definir el segundo cupo para la Copa Libertadores 2004.
| 2 de noviembre de 2003 | Guaraní         | 1:1 (1:0) | Olimpia                 | Estadio Defensores del Chaco, Asunción, Paraguay                      |                                                                       |
|                        | Ángel Ortiz 28' |           | Juan Carlos Benítez 90' | Asistencia: 1.319 espectadores Árbitro(s): Carlos Amarilla (Paraguay) | Asistencia: 1.319 espectadores Árbitro(s): Carlos Amarilla (Paraguay) |

| 5 de noviembre de 2003 | Olimpia                                       | 2:3 (0:2) | Guaraní                                            | Estadio Defensores del Chaco, Asunción, Paraguay                           |                                                                            |
|                        | Gilberto Palacios 51' Juan Carlos Benítez 80' |           | Pablo Giménez 5' Fabio Nunes 38' Pablo Giménez 48' | Asistencia: Aprox. 1.500 espectadores Árbitro(s): Ubaldo Aquino (Paraguay) | Asistencia: Aprox. 1.500 espectadores Árbitro(s): Ubaldo Aquino (Paraguay) |

Con un marcador global de 4:3 a favor, Guaraní clasificó a la Copa Libertadores 2004

### Liguilla Pre-Libertadores 2004
Los 4 mejores equipos ubicados al final del Torneo Clausura (fuera de los otros clasificados) disputaron una liguilla entre los 4. El ganador obtenía el último cupo para la Copa Libertadores 2004. Olimpia ingresó con un punto de bonificación por ser el equipo mejor ubicado al final del Torneo Clausura que participaba en la liguilla
| Pos. | Equipos          | PJ | PG | PE | PP | GF | GC | Dif. | Pts. |
| ---- | ---------------- | -- | -- | -- | -- | -- | -- | ---- | ---- |
| 1.   | Olimpia          | 3  | 2  | 1  | 0  | 4  | 1  | 3    | 8    |
| 2.   | Sportivo Luqueño | 3  | 2  | 0  | 1  | 8  | 4  | 4    | 6    |
| 3.   | Cerro Porteño    | 3  | 1  | 0  | 2  | 4  | 7  | -3   | 3    |
| 4.   | Sol de América   | 3  | 0  | 1  | 2  | 5  | 9  | -4   | 1    |

 Pos=Posición; PJ=Partidos jugados; PG=Partidos ganados; PE=Partidos empatados; PP=Partidos perdidos; GF=Goles a favor; GC=Goles en contra; Dif=Diferencia de gol; Pts=Puntos
|  |                                      |
|  | Clasificado a Copa Libertadores 2004 |

#### Fecha 1
| 8 de noviembre de 2003 | Sportivo Luqueño | 0:1 | Olimpia               | Estadio Defensores del Chaco, Asunción, Paraguay |                                          |
|                        |                  |     | Julio Enciso 79' (p.) | Árbitro(s): Nelson Valenzuela (Paraguay)         | Árbitro(s): Nelson Valenzuela (Paraguay) |

| 8 de noviembre de 2003 | Cerro Porteño                                              | 3:2 (0:1) | Sol de América                    | Estadio Defensores del Chaco, Asunción, Paraguay                        |                                                                         |
|                        | Érwin Ávalos 64' Julio dos Santos 67' Julio dos Santos 86' |           | José Franco 37' Marcial Garay 55' | Asistencia: 1.478 espectadores Árbitro(s): Atilio Invernizzi (Paraguay) | Asistencia: 1.478 espectadores Árbitro(s): Atilio Invernizzi (Paraguay) |

#### Fecha 2
| 11 de noviembre de 2003, 18:00 | Sportivo Luqueño                                                                                    | 5:2 (2:1) | Sol de América                          | Estadio Defensores del Chaco, Asunción, Paraguay |                                       |
|                                | Christian Andersen 19' Hugo Centurión 25' Hugo Centurión 58' Daniel Ferreira 67' Hugo Centurión 75' |           | José Franco 6' Miguel Cárdenas 92' (p.) | Árbitro(s): Juan Ruiz Díaz (Paraguay)            | Árbitro(s): Juan Ruiz Díaz (Paraguay) |

| 11 de noviembre de 2003, 20:30, CVC / TVD | Cerro Porteño | 0:2 (0:1) | Olimpia                               | Estadio Defensores del Chaco, Asunción, Paraguay                      |                                                                       |
|                                           |               |           | Francisco Esteche 9' Julio Enciso 89' | Asistencia: 9.143 espectadores Árbitro(s): Carlos Amarilla (Paraguay) | Asistencia: 9.143 espectadores Árbitro(s): Carlos Amarilla (Paraguay) |

#### Fecha 3
| 14 de noviembre de 2003 | Olimpia             | 1:1 (0:1) | Sol de América           | Estadio Manuel Ferreira, Asunción, Paraguay                          |                                                                      |
|                         | Diego Figueredo 84' |           | Aureliano Torres 32'(p.) | Asistencia: Aprox. 100 espectadores Árbitro(s): Hugo Vera (Paraguay) | Asistencia: Aprox. 100 espectadores Árbitro(s): Hugo Vera (Paraguay) |

| 14 de noviembre de 2003 | Sportivo Luqueño                                         | 3:1 (2:0) | Cerro Porteño        | Estadio Feliciano Cáceres, Asunción, Paraguay                     |                                                                   |
|                         | Héctor Sánchez 28' Héctor Sánchez 31' Arnaldo Medina 74' |           | Osvaldo Hobecker 60' | Asistencia: 151 espectadores Árbitro(s): Antonio Arias (Paraguay) | Asistencia: 151 espectadores Árbitro(s): Antonio Arias (Paraguay) |

## Clasificaciones finales de temporada
Primeramente, se indican los parámetros utilizados para determinar el tipo de clasificación que tiene cada equipo para el siguiente año, y en qué consisten. Seguidamente a estos, la explicación detallada de los resultados arrojados.

### Puntaje acumulado
El puntaje acumulado es el resultante de la suma de lo obtenido por cada equipo en los torneos de Apertura y Clausura de 2003.
| Pos | Equipo           | Pts | PJ | G  | E  | P  | GF | GC | DIF |
| --- | ---------------- | --- | -- | -- | -- | -- | -- | -- | --- |
| 1ª  | Libertad         | 54  | 27 | 15 | 9  | 3  | 45 | 23 | +22 |
| 2ª  | Cerro Porteño    | 50  | 27 | 14 | 8  | 5  | 44 | 23 | +21 |
| 3ª  | Olimpia          | 49  | 27 | 13 | 10 | 4  | 46 | 29 | +17 |
| 4ª  | Guaraní          | 39  | 27 | 10 | 9  | 8  | 42 | 37 | +5  |
| 5ª  | Sportivo Luqueño | 38  | 27 | 10 | 8  | 9  | 35 | 32 | +3  |
| 6ª  | Sol de América   | 32  | 27 | 7  | 11 | 9  | 29 | 23 | +6  |
| 7ª  | Tacuary          | 30  | 27 | 8  | 6  | 13 | 35 | 35 | 0   |
| 8ª  | 12 de Octubre    | 26  | 27 | 5  | 11 | 11 | 15 | 32 | -17 |
| 9ª  | Sport Colombia   | 24  | 27 | 6  | 6  | 15 | 36 | 54 | -18 |
| 10ª | San Lorenzo      | 21  | 27 | 5  | 6  | 16 | 28 | 57 | -29 |

 Pts=Puntos; PJ=Partidos jugados; G=Partidos ganados; E=Partidos empatados; P=Partidos perdidos; GF=Goles a favor; GC=Goles en contra; DIF=Diferencia de gol
|  |                                      |
|  | Clasificado a Copa Libertadores 2004 |

### Puntaje promedio
El promedio de puntos de un equipo es el cociente que se obtiene de la división de su puntaje acumulado en las últimas tres temporadas por la cantidad de partidos que haya disputado durante dicho período.

### Promoción
Esta consiste en una serie eliminatoria de dos partidos, con localía recíproca, para dirimir la división del torneo en que deben jugar el año próximo el penúltimo colocado de la tabla de Puntaje promedio y el segundo de la categoría inmediata inferior. Las reglas establecían que, en caso de paridad en puntos al cabo de los encuentros, se considera la diferencia de goles. De haber persistido la igualdad, se debían ejecutar tiros desde el punto del penal.
| 1 de noviembre de 2003, 21:15 | 3 de Febrero       | 1:2 (0:0) | Tacuary                       | Estadio Antonio Oddone Sarubbi, Asunción                            |                                                                     |
|                               | Adolfo Fatecha 92' |           | Raúl Román 77' Raúl Román 81' | Asistencia: 3.925 espectadores Árbitro(s): Ubaldo Aquino (Paraguay) | Asistencia: 3.925 espectadores Árbitro(s): Ubaldo Aquino (Paraguay) |

| 9 de noviembre de 2003, 19:05 | Tacuary                           | 2:1 (0:1) | 3 de Febrero        | Estadio Roberto Béttega, Asunción                                       |                                                                         |
|                               | Diego Canesa 58' Silvio Garay 91' |           | Roberto Gamarra 15' | Asistencia: 1.704 espectadores Árbitro(s): Epifanio González (Paraguay) | Asistencia: 1.704 espectadores Árbitro(s): Epifanio González (Paraguay) |

De esta forma, con un marcador global de 4:2, Tacuary se mantuvo en Primera División.

### Para torneos internacionales
Se tomó en cuenta la tabla de Puntaje acumulado para determinar a los representantes de la APF en las competencia de la Conmebol del año siguiente.
- Copa Libertadores 2004 (tres clasificados). En la plaza número uno, el campeón absoluto del Campeonato 2003 (Libertad). En la plaza número dos, el campeón de Clausura o Apertura que no fuera el Absoluto del 2003 (Guaraní, por choque entre los dos vicecampeones por ganar Libertad ambos torneos). En la plaza número tres, el equipo ganador de la Liguilla Pre-Libertadores (Olimpia).

### Para descenso de categoría y disputa de promoción
Se tomó en cuenta la tabla de Puntaje promedio para determinar el descenso y la disputa por una plaza en la Primera División de los siguientes clubes:
- San Lorenzo, que retornó en forma directa a la Segunda División por haber terminado en la última posición del mencionado escalafón.[13] En su lugar, ascendió el campeón de la División Intermedia, el Club Nacional.

- Y Tacuary, que por haber resultado con el segundo peor promedio, debió jugar la promoción, en dos partidos de ida y vuelta, ante el subcampeón de la División Intermedia, 3 de Febrero. El primer partido culminó con triunfo de Tacuary por 2 a 1. El definitorio lo ganó de nuevo Tacuary por 2 a 1. Finalmente, el equipo que provenía de la categoría superior logró su permanencia por una temporada más al obtener un marcador global de 4 a 2 a su favor.